# 游龍戲鳳 (2009年電影)
《游龍戲鳳》是一部香港爱情電影，導演劉偉強，主演劉德華、舒淇、何韻詩、張涵予。主要在澳門拍攝，於2009年1月上映。香港票房1261萬港幣，位列年度华语片第八位；中國內地获得1.13亿人民币，是2009年中國內地春节檔的大贏家之一。

## 剧情
程仲森，一个非常成功的年轻企业家，虽然腰缠万贯，但是在婚姻方面却不如人意：曾三度结婚，也三度离婚。当身边的所有人都认为真爱与他很遥远的时候，一次他在澳门的赌场娱乐时却遇到了一位让他心动的女孩米兰—平时在赌场工作亦在歌舞厅做艳舞兼职表演的平凡女人。在两人交往的过程中米兰刚开始以为仲森只是一名普通的烂赌仔，而仲森也了解到了她与烂赌阿姨、姨丈同住，以及她人生中的最大理想就是储钱去纽约学跳舞等情况。但是当米兰发现仲森的超级富豪身份后，由于地位的巨大悬殊二人的感情却出现了危机，她也拒绝了他首次的求爱。
Jo是程仲森助理，她外表刚强，内心却渴望被人爱，可惜被她视为男友的那个帅哥却把她当作哥们一样看待因而极大伤害了她的心。她结识了从内地到澳门的酒店做装修工的林九，虽然他外表和身份特别普通，而且不善言辞来打动女人，但是他善良和热心的本性却在慢慢地感动和吸引了她，同时林九也喜欢上了直性情的Jo。
阿成是仲森的司机，同样在寻找着合适的伴侣。从漂亮的单亲妈妈霍湘如和她可爱的女儿这对母女身上，他找到了陪伴她们一直走下去的理由。
三对情侣，如何向心仪的对方表达出爱意是个必须走的过程。当三位男性得知有个“争取幸福”这个电视节目是他们求爱的合适途径后都报名参加了。然而到场的情侣只有两对半，惟独自尊心很强的米兰缺席。虽然仲森在节目现场几次跟她打电话，她却始终不肯接听。节目结束后，苦闷的仲森一个人走着，然而这时米兰出现在了他的面前。或许她被仲森对她的执着精神感动了，最终两人幸福地拥抱在一起。

## 角色
| 演員                 | 角色          |
| 劉德華               | 程仲森        |
| 舒 淇                | 薛米蘭        |
| 何韻詩               | 郭小姐 / Jo   |
| 张涵予               | 林九          |
| 林嘉華               | 馬先生 / 成哥 |
| 張歆藝               | 霍湘如        |
| 姜大衛               | 姨丈          |
| 瑪俐亞               | 姨媽          |
| 林子祥               | 山崎先生      |
| 官恩娜               | 芝娃娃        |
| 張達明               |               |
| 曹永廉               |               |
| 潘迪華               | 程仲森之母    |
| 陳靖琳               |               |
| 董敏莉               |               |
| 盧宛茵               |               |
| 何華超               |               |
| 尹子維               | Joseph        |
| 韓雨芹               |               |
| 張文慈               |               |
| 田蕊妮               |               |
| 韓君婷               |               |
| 王振聲（現為網絡人） |               |

## 公映日期
- 2009年1月20日：北京首映
- 2009年1月21日：香港首映及公映
- 2009年1月22日：廣州首映
- 2009年1月23日：澳門首映
- 2009年1月24日：深圳首映
- 2009年1月26日：中國大陆公映
- 2009年3月6日：台灣公映

## 拍攝場地(部分)
- 澳門氹仔官也街、澳門路環聖方濟各堂、 澳門美高梅酒店[2]、香港雪廠街

## 歌曲
| 曲別   | 語言 | 歌名           | 作曲   | 作詞   | 演唱         |
| ------ | ---- | -------------- | ------ | ------ | ------------ |
| 主題曲 | 粵語 | 《你是我所有》 | 劉德華 | 伍仲衡 | 劉德華       |
| 主題曲 | 國語 | 《I Do》       | 劉德華 | 伍仲衡 | 劉德華、舒淇 |

## 獎項
| 頒獎典禮             | 獎項       | 名單   | 結果 |
| -------------------- | ---------- | ------ | ---- |
| 第29屆香港電影金像獎 | 最佳女主角 | 舒淇   | 提名 |
| 第29屆香港電影金像獎 | 最佳女配角 | 何韻詩 | 提名 |

## 影碟
- 發行日期：2009年3月12日(香港)
- 種類：VCD / DVD

## 小說
- 作者：鄧潔明
- 出版社：青馬文化
- 發行日期：2009年1月

## 各地分級
| 國家／地區 | 級別 |
| ---------- | ---- |
| 香港       | IIA  |
| 澳門       | B    |
| 台灣       | 普   |
| 新加坡     | PG   |
| 馬來西亞   | PG13 |

## 外部連結
- 《游龍戲鳳》官方網站 （页面存档备份，存于）
- 雅虎香港電影上《游龍戲鳳》的資料（繁體中文）
- Yahoo奇摩電影上《游龍戲鳳》的資料（繁體中文）
- MSN娛樂上《游龍戲鳳》的資料（繁體中文）

- 開眼電影網上《游龍戲鳳》的資料（繁體中文）
- 香港影庫上《游龍戲鳳》的資料（繁體中文）
- 时光网上《游龍戲鳳》的資料（简体中文）
- 豆瓣电影上《游龍戲鳳》的資料 （简体中文）
- AllMovie上《游龍戲鳳》的资料（英文）
- 爛番茄上《游龍戲鳳》的資料（英文）
- 互联网电影数据库（IMDb）上《游龍戲鳳》的资料（英文）

| 香港無綫電視翡翠台 星期日影院 星期日13:15-15:50，星期一凌晨重播 | 香港無綫電視翡翠台 星期日影院 星期日13:15-15:50，星期一凌晨重播 | 香港無綫電視翡翠台 星期日影院 星期日13:15-15:50，星期一凌晨重播 |
| --------------------------------------------------------------- | --------------------------------------------------------------- | --------------------------------------------------------------- |
|                                                                 | 游龍戲鳳 （2020年2月9日）                                       |                                                                 |
| 行運一條龍 （2020年2月2日）                                     | 孤男寡女 （2020年2月16日）                                      |                                                                 |